# Dreifaltigkeitsplatz (München)

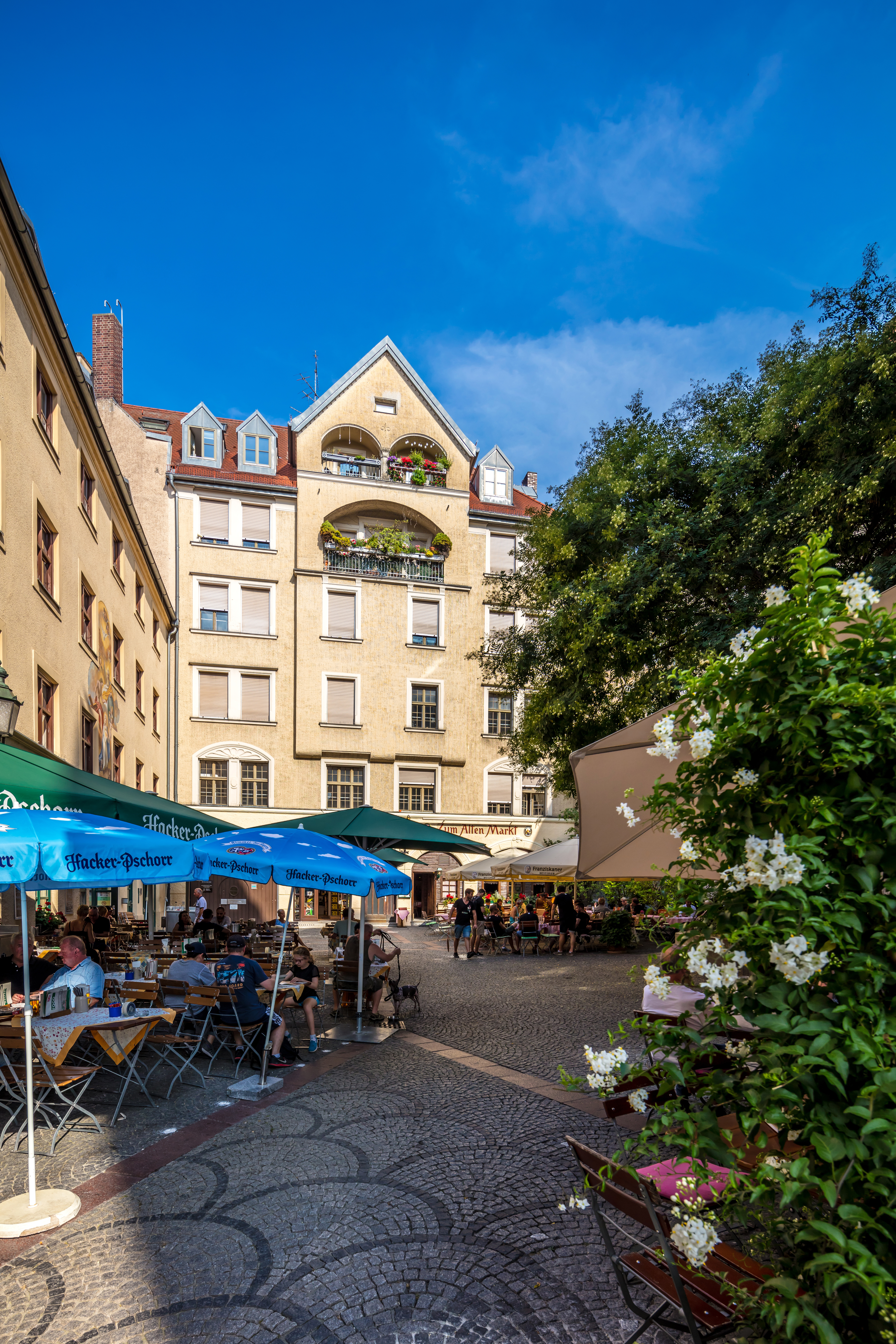
Blick von Westen auf Haus Dreifaltigkeitsplatz 3

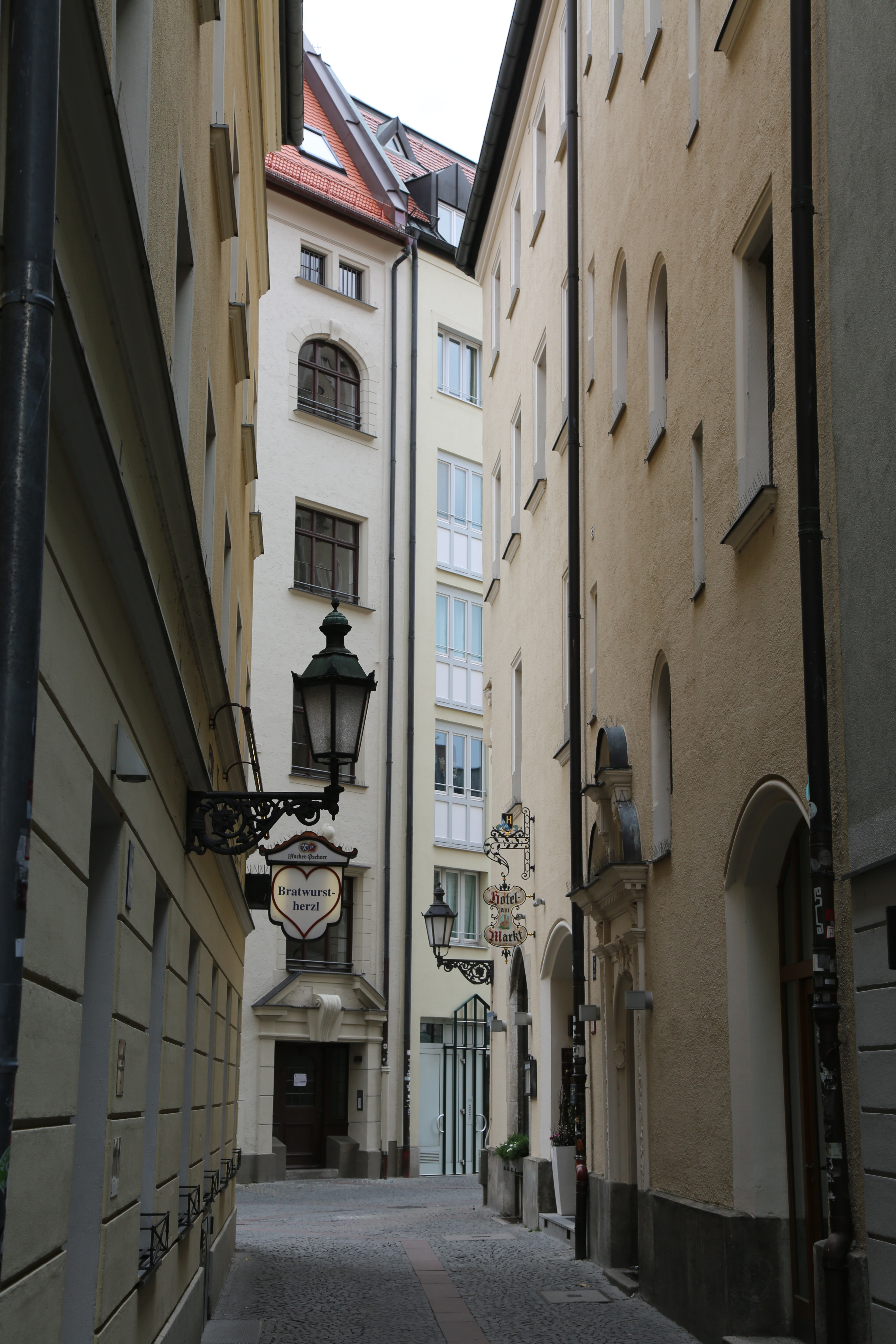
Blick von Norden aus der Heiliggeiststraße

Der Dreifaltigkeitsplatz in der Münchner mittelalterlichen Altstadt ist ein kleiner Platz im Angerviertel östlich des Viktualienmarkts. Er ist nach der Dreifaltigkeit benannt, weil an seiner Stelle bis ins frühe 19. Jahrhundert eine Dreifaltigkeitskapelle stand.
Zwischen dem Platz und dem Viktualienmarkt verlief ehemals der Fischerbach.

## Geschichte
Der Platz entstand auf dem ehemaligen Friedhof des Heilig-Geist-Spitals. Er wurde 1543 geweiht, seit 1769 nicht mehr neu belegt und im Zuge der Säkularisation 1803 aufgehoben. Die Dreifaltigkeitskapelle wurde ab 1679 errichtet und am 7. Oktober 1681 geweiht. Neben ihr stand der Getreidekasten des Spitals. Die Kapelle war 1718 erstmals umgebaut und erweitert worden und wurde 1803 in ein Schulhaus umgebaut und zu einem nicht näher bekannten Zeitpunkt vor 1818 abgerissen. Die erste Erwähnung des Platznamens war ebenfalls 1818 in einer amtlichen Karte der Stadt München.
Die beiden Ortsbezeichnungen „(Unteres) Elend“ und „Auf Spitaler Hofstatt“ werden mit dem Friedhof und dem heutigen Platz verbunden, sind aber nicht eindeutig räumlich zu verorten.

## Bebauung und Nutzung
Der Name Dreifaltigkeitsplatz bezeichnet den eigentlichen Platz sowie seine Erschließungswege von Westen und Süden. Von Norden mündet die Heiliggeiststraße. Sie sind Teil der Fußgängerzone des Viktualienmarkts. Im Süden verläuft die Westenriederstraße, sie ist erst seit September 2023 Fußgängerzone, womit seitdem die gesamte Erschließung nur nicht-motorisiert ist.
Nur vier Häuser sind dem Platz zugeordnet, die Hausnummer 1 steht an der Nordseite, die Hausnummer 2 liegt im Westen, Nummer 3 im Osten, Nummer 4 im Südwesten. Alle Häuser sind individuell als Baudenkmäler ausgewiesen und liegen im Ensemble Altstadt. Ihr heutiges Erscheinungsbild wurde fast gleichzeitig zwischen 1882 und 1903 vollendet, die Bauwerke gehen aber zum Teil auf ältere Bauten zurück.
Haus 1 stammt von etwa 1790/1800. Die Fassade wurde um 1900 neu gestaltet und im neubarocken Stil bemalt.
Das heutige Gebäude Dreifaltigkeitsplatz 2 wurde von Heilmann & Littmann 1895/96 im Stil der Neorenaissance errichtet. Der erste bekannte Vorbesitzer des Grundstücks war Fischer, bis 1898 war mit dem Grundstück eine Gerechtsame verbunden, in der Isar zu Fischen und den Fang an zwei Fischtruhenplätzen zu verkaufen.
Der Bau Dreifaltigkeitsplatz 3 entstand 1901–03 durch Architekt Max Ostenrieder. Das Grundstück war ursprünglich das Hinterhaus eines Streckhofs, der vom Tal nach Süden reichte. Erst 1860 wurde der Teil am Dreifaltigkeitsplatz selbständig.
Das Gebäude Dreifaltigkeitsplatz 4 an der Südwestecke stammt im Kern aus dem Barock. Es wurde 1881/82 durch Alois Bischoff und Josef Grassl im Stil des Klassizismus umgebaut. Schon 1911 stockte Max Albrecht ein Stockwerk auf und gestaltete die Fassaden im Münchner Heimatstil um. Die Malereien an der Gebäudeecke stammen erst aus dem Jahr 1993.
Alle vier Gebäude werden von Traditionslokalen genutzt, der Platz dient als Freischankfläche für die Lokale in den Häusern 1 und 3. Zwei weitere Häuser, die sich zum Platz orientieren, aber die Hausnummern von den umliegenden Straßen beziehen, sind ebenfalls Baudenkmäler. In der Westenriederstraße 13 ist ein weiteres Restaurant und in der Heiliggeiststraße 6 ein Hotel.